# Josep Maria Marquès i García
Josep Maria Marqués García (Tortosa, Baix Ebre, 1862 - Barcelona, Barcelonès, 25 de novembre de 1938) fou un pintor català.
Fou alumne del seu pare Manuel Marquès i Carles (+ Barcelona 9 de febrer de 1898), i més tard estudià en l'Escola de Belles Arts de Barcelona, perfeccionant els seus estudis viatjant per Espanya, Itàlia, Suïssa i els Països Baixos. Es distingí com a pintor de retrats, paisatges i marines.
L'Ajuntament de Barcelona li adquirí una obra que figurà a l'Exposició Universal de Barcelona de 1888. És l'autor dels retrats de sant Ramon de Penyafort (1888) i Francesc de Paula Rius i Taulet (1892) existents a la Galeria de Catalans Il·lustres.
Amb Rosa Puig i Cañameras, morta l'any 1898, va tenir dos fills l'Antoni Marquès i Puig, músic i Josep Maria Marquès i Puig també un reconegut pintor.